# カモメヅル属
カモメヅル属（カモメヅルぞく、Vincetoxicum）はキョウチクトウ科（旧分類ではガガイモ科）の属の一つ。

## 概要
多年草で茎は直立するか、つる性となる。葉はふつう対生する。花冠は紫色、緑色または白色で、車状に深く5裂する。葯にはラン科植物に似た花粉塊が形成される。果実は袋果で、種子には長い白毛があって風によって散布される。
世界に100数種ある。

## 日本のカモメヅル属の主なもの
茎が直立するもの
- スズサイコ（Vincetoxicum pycnostelma ）
- ロクオンソウ（Vincetoxicum amplexicaule ）
  - クロバナロクオンソウ（Vincetoxicum amplexicaule f. castaneum ）
- クサタチバナ（Vincetoxicum acuminatum ）
- タチガシワ（Vincetoxicum magnificum ）
- ホソバノロクオンソウ（Vincetoxicum multinerve ）
  - アキノクサタチバナ（Vincetoxicum multinerve var. kiyohikoanum ）
- イヨカズラ（Vincetoxicum japonicum ）
  - クロバナイヨカズラ（Vincetoxicum japonicum f. puncticlatum ）
  - シロバナクサタチバナ（Vincetoxicum japonicum var. albiflorum ）
- マルバノフナバラソウ（Vincetoxicum krameri ）
- エゾノクサタチバナ（Vincetoxicum inamoenum ）
- フナバラソウ（Vincetoxicum atratum ）
  - アオフナバラソウ（Vincetoxicum atratum f. viridescens ）

つる性であるもの
- ツクシガシワ（Vincetoxicum macrophyllum ）
  - ツルガシワ（Vincetoxicum macrophyllum var. nikoense ）
- クサナギオゴケ（Vincetoxicum katoi ）
  - シロバナクサナギオゴケ（Vincetoxicum katoi f. albescens ）
- ヤマワキオゴケ（Vincetoxicum yamanakae ）
- タチカモメヅル（Vincetoxicum glabrum ）
  - アオタチカモメヅル（Vincetoxicum glabrum f. viridescens ）
  - マルバカモメヅル（Vincetoxicum glabrum var. rotundifolium ）
- オオアオカモメヅル（Vincetoxicum nipponicum ）
  - ナガバクロカモメヅル（Vincetoxicum nipponicum f. abukumense ）
- サツマビャクゼン（Vincetoxicum doianum ）
- アオカモメヅル（Vincetoxicum ambiguum ）
- ナンゴクカモメヅル（Vincetoxicum austrokiusianum ）
- コバノカモメヅル（Vincetoxicum sublanceolatum var. sublanceolatum ）
  - アズマカモメヅル（Vincetoxicum sublanceolatum var. albiflorum ）
  - シロバナカモメヅル（Vincetoxicum sublanceolatum var. macranthum ）
  - ジョウシュウカモメヅル（Vincetoxicum sublanceolatum var. auriculatum ）
- イズカモメヅル（Vincetoxicum izuense ）
- ホウヨカモメヅル（Vincetoxicum hoyoense ）

## 写真

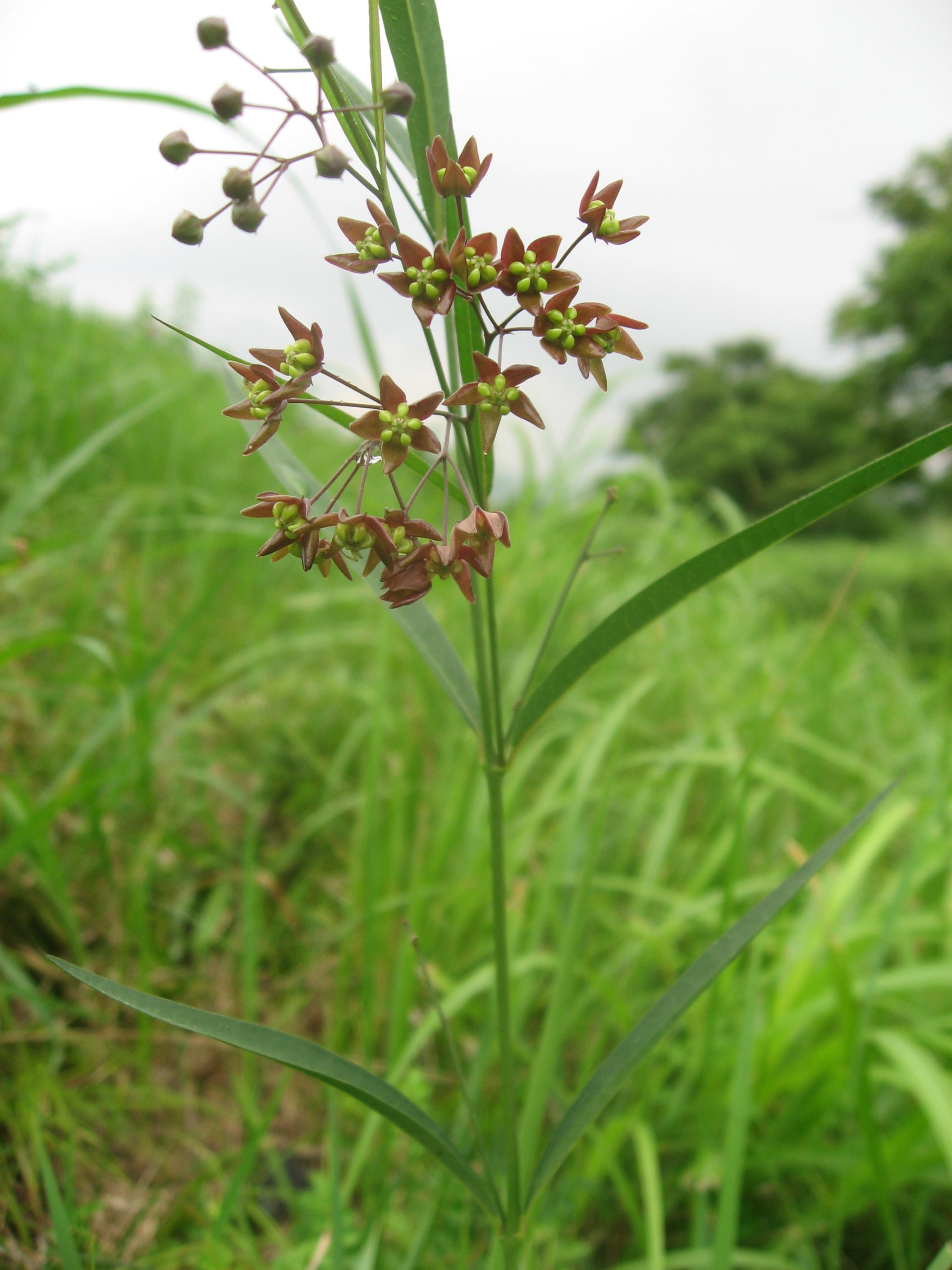
スズサイコ
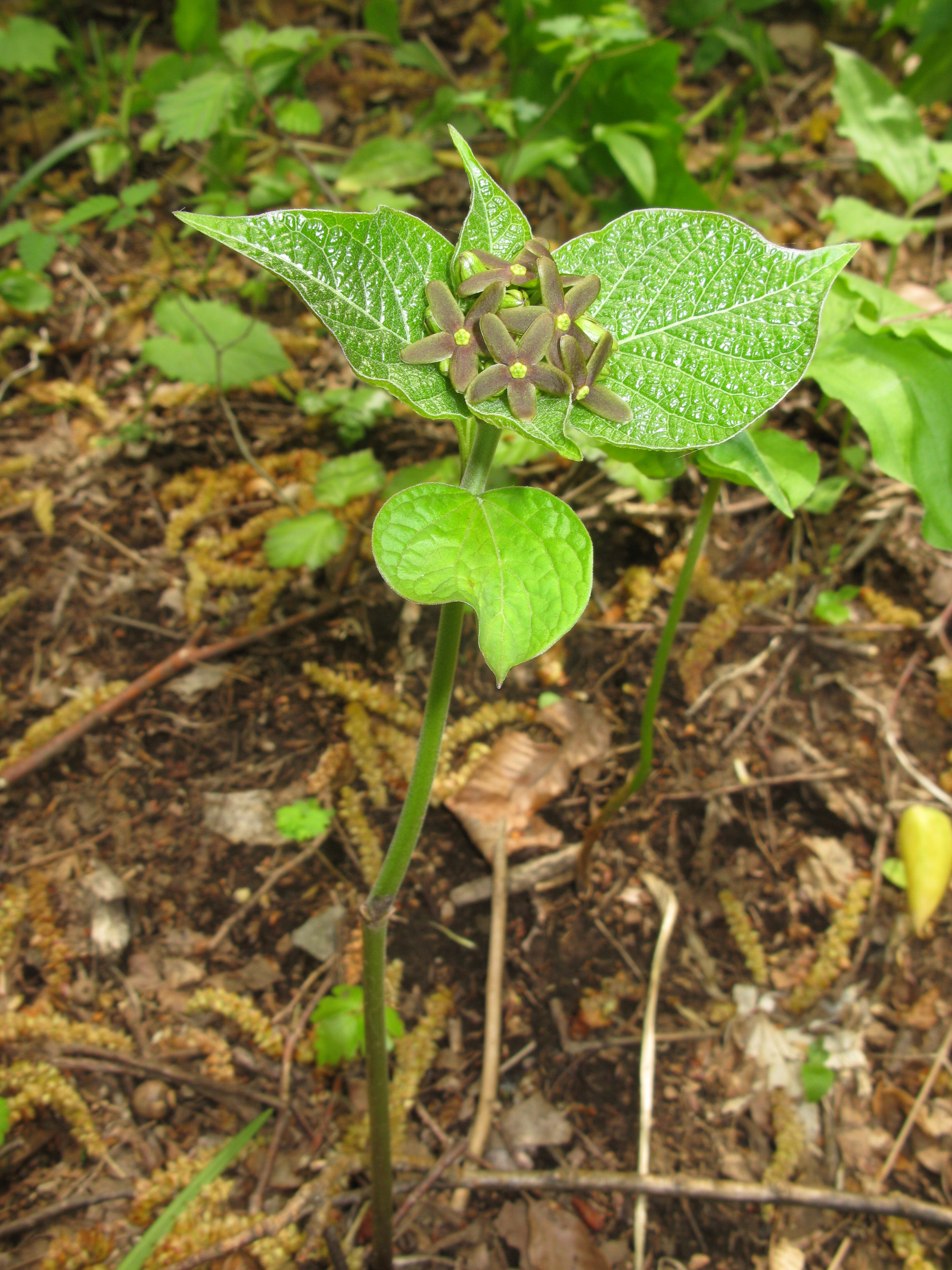
タチガシワ
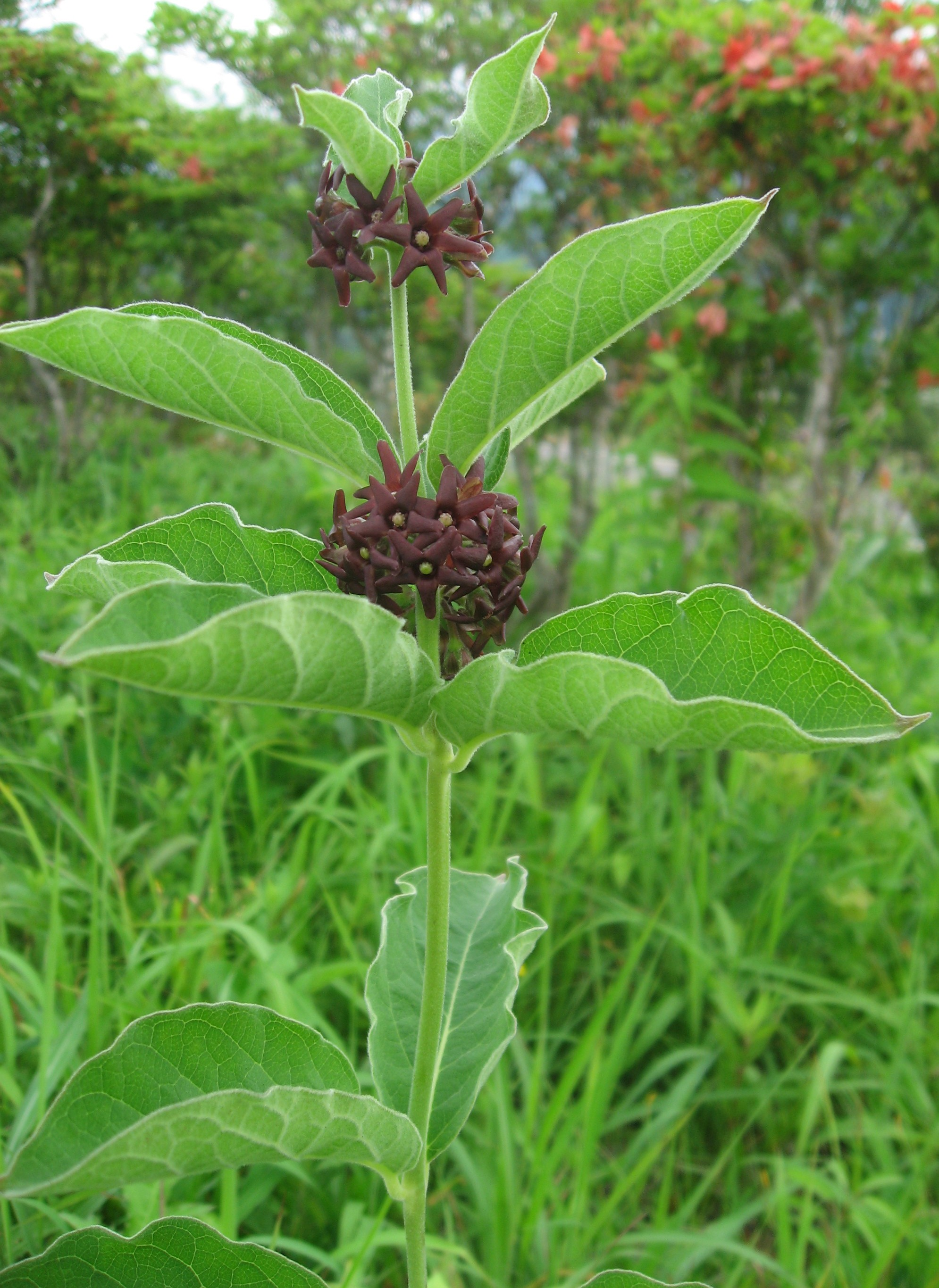
フナバラソウ
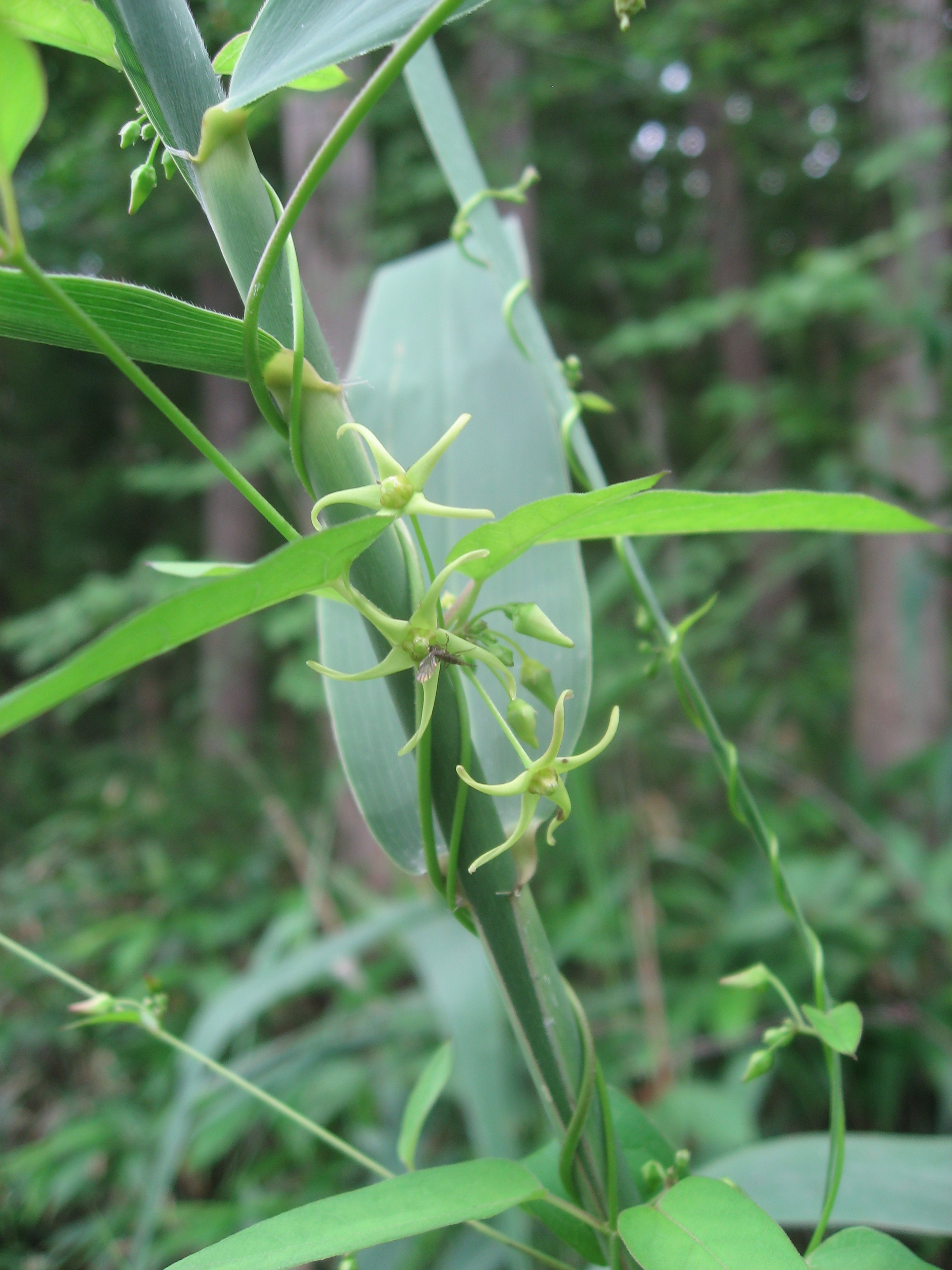
シロバナカモメヅル
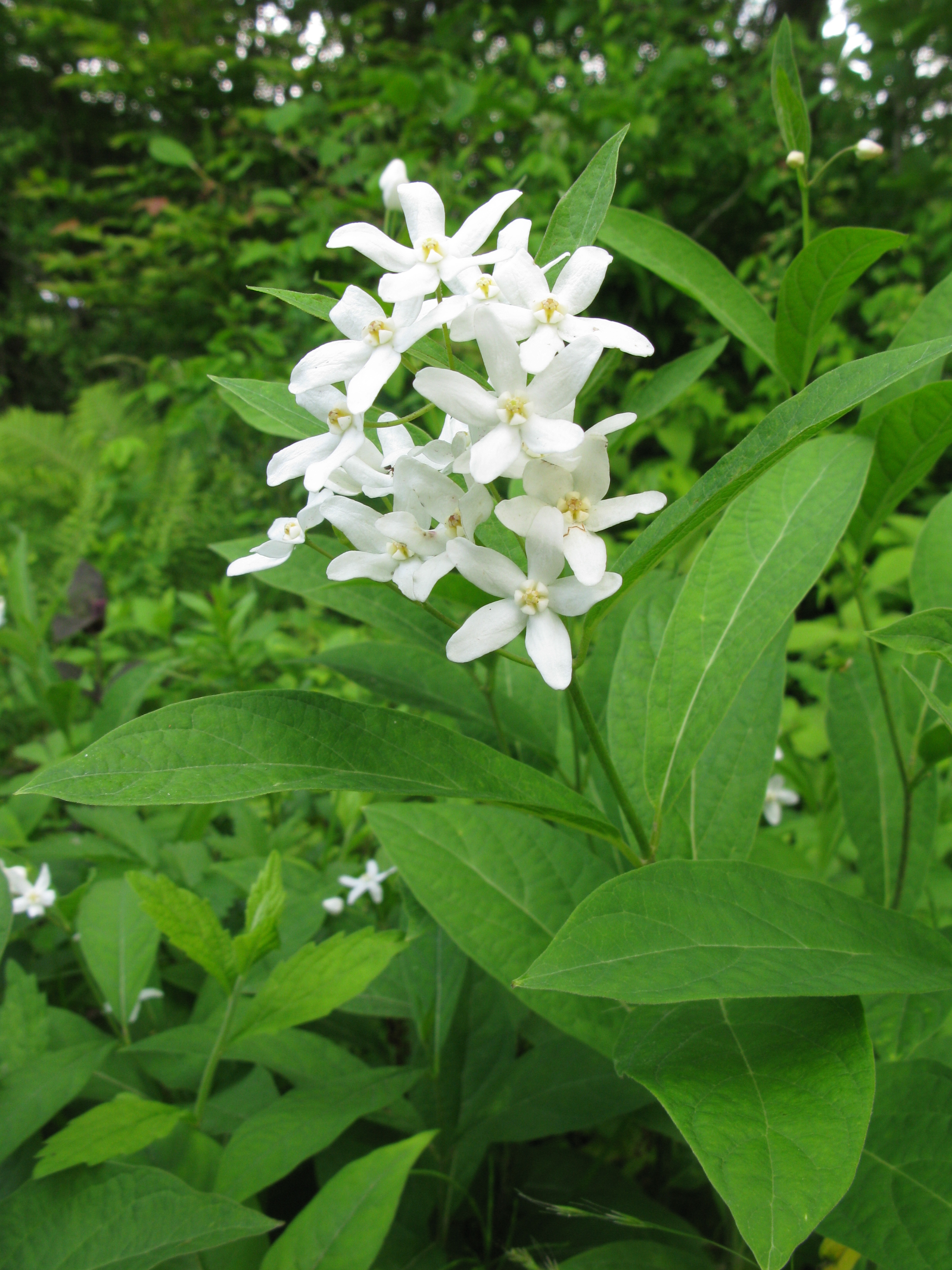
クサタチバナ